# Gaja (canção)

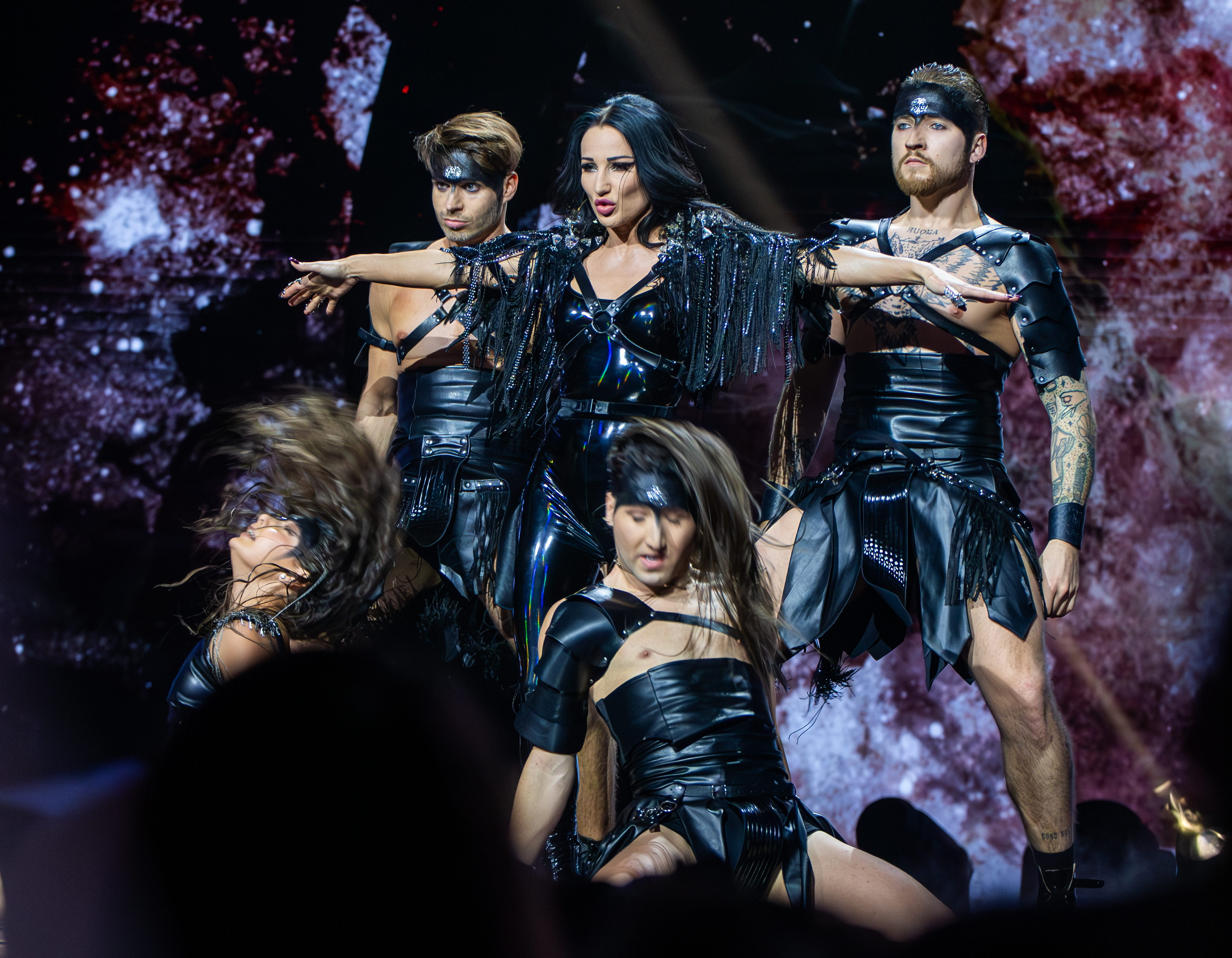
Performance ao vivo da canção

"Gaja" é uma canção da cantora e compositora polaca Justyna Steczkowska. O single foi lançado a 28 de novembro de 2024 como o quinto de seu 19.º álbum de estúdio intitulado Witch Tarohoro. A música representou a Polónia no Festival Eurovisão da Canção de 2025.

## Contexto e composição
A canção foi escrita e composta por Justyna Steczkowska, Patryk Kumór, Emilian Waluchowski, Dominic Buczkowski-Wojtaszek, com produção a cargo de Hotel Torino, Emilian Waluchowski e Jan Bielecki. O título da canção refere-se a Gaia, a personificação da Terra na mitologia grega.

## Festival Eurovisão da Canção

### Polskie kwalifikacje
Polskie kwalifikacje é o concurso que seleciona o participante polaco para o Festival Eurovisão da Canção.
A 14 de janeiro de 2025, a lista de participantes do concurso foi publicado, e incluiu  a música "Gaja" de Justyna. A 14 de fevereiro de 2025, a canção venceu o festival e representará a Polónia na Eurovisão de 2025.